# Gerhard Boldt
Gerhardt Boldt (Lübeck, 24 de enero de 1918-Lübeck, 7 de mayo de 1981) fue un escritor oficial alemán que sirvió durante la Segunda Guerra Mundial. Fue condecorado con la Cruz de Caballero de la Cruz de Hierro. Encargado de la elaboración de los partes de guerra del frente del este a las órdenes del mariscal Guderian y posteriormente del general Krebs, sirvió en el búnker de Hitler hasta la caída de Berlín, pudiendo escapar a la zona occidental ocupada por los americanos.